# Hrabstwo Carter (Oklahoma)

Piramida wieku mieszkańców hrabstwa

Carter – hrabstwo w stanie Oklahoma w USA. Założone w 1907 roku. Populacja liczy 45 621 mieszkańców (stan według spisu z 2000 roku).
Powierzchnia hrabstwa to 2159 km² (w tym 25 km² stanowią wody). Gęstość zaludnienia wynosi 21 osób/km².

## Miasta
- Ardmore
- Dickson
- Gene Autry
- Healdton
- Lone Grove
- Ratliff City
- Springer
- Tatums
- Wilson